# Senchus Fer n-Alban
Le Senchus Fer n-Alban (Histoire des Hommes d'Écosse) est un texte médiéval rédigé en vieil irlandais recueillant la généalogie des rois du Dalriada ainsi que le recensement de la population des différents royaumes le formant. On estime la période de compilation du Senchus au Xe siècle, mais il peut être issu de documents plus anciens du VIIe siècle rédigés en latin.

## Les manuscrits

### Duan Albanach et Senchus Fer n'Alban
Nous possédons deux documents importants sur le Dalriada ; il s’agit en premier lieu du  Duan Albanach, un poème du XIe siècle, puis du Senchus Fer n'Alban, terminé au Xe siècle, mais dont l'origine remonte au VIIe siècle et qui nous fournit les généalogies détaillées des différents Cinel jusqu’aux fils d’Eochaid Buide et le dénombrement de la population du Dalriada.

### Exemplaires existants
Le Senchus est retrouvé dans plusieurs manuscrits ; le plus important d'entre eux fut la propriété des Dubaltach mac Firbis, avant de passer à Edward Lhuyd, un érudit gallois du XVIIe siècle. Aujourd'hui conservé au Trinity College de Dublin sous la référence Ms. H.2.7, il s'agit d'une compilation du XIVe siècle réalisée par Lúcás Ó Dalláin, sans doute en collaboration avec Seoán Ó Dubagáin (mort en 1372), principal poète et historien de Uí Maine, le plus grand et le plus ancien des royaumes irlandais du Connacht. On pensait d'ailleurs autrefois que le manuscrit faisait partie du Livre de Uí Maine, mais cette hypothèse ne paraît plus aujourd'hui plausible.
D'autres exemplaires sont retrouvés dans le Livre de Ballymote (entre 1383 et 1406), ainsi que dans le Livre de Lecan (avant 1418) et dans les compilations généalogiques du XVIIe siècle de Mac Firbis.

### Édition
Le médiéviste écossais William Forbes Skene dans son ouvrage Chronicles Of The Picts,Chronicles Of The Scots, And Other Early Memorials Of Scottish History édité par H.M General Register House Édimbourg en 1867, a publié, traduit et annoté sous le titre « Tract on the Scots of Dalriada », trois des manuscrits du Senchus Fer n-Alban: ceux du « Trinity College H. 2. 7. du Book of Ballimote et du Book of Lecain ».

### Présentation et aspect du Senchus
Le Senchus est un document relativement court, dont la longueur oscille entre 70 et 80 lignes selon les versions.
Le Genelaig Albanensium suit généralement le Senchus ; il s'agit de généalogies de Máel Coluim mac Cináeda et de Causantín mac Cuilén, rois d'Alba, ainsi que d'Ainbcellach mac Ferchair et d'autres souverains du Dalriada.

### Les différentes versions
La plupart des versions du Senchus retracent le mythe tardif des origines du Dalriada, fondé par Eochaid Muinremar et Fergus Mór et les fils d'Erc.
Toutefois, la version de Mac Firbis reprend un mythe plus ancien qui attribue la fondation du Dalriada à Cairpre Riata, fils de Conaire Mór, ce qui pourrait faire échos au Reuda de Bède le Vénérable dans son Historia ecclesiastica gentis Anglorum.
Le Genelaig Albanensium et les généalogies similaires du manuscrit B.502 de Rawlinson font, eux, de Cairpre Riata un ancêtre de Fergus Mór mac Eirc à la dixième ou quinzième génération.

### Valeur historique
La valeur historique du Senchus réside principalement dans ses dernières sections, qui dénombrent les rois historiques du Dalriada ; on estime généralement que l'histoire succède au mythe à partir du règne de Conall mac Comgaill au milieu du VIe siècle. Le roi le plus ancien à pouvoir être identifié avec certitude est Conall Crandomna, mort aux environs de l'an 660.

## Contenu du Senchus

### Le recensement
La population totale de la colonie peut être évaluée à 7 ou 8 000 personnes. Les Scots bâtirent sur des sites naturels leurs citadelles : Dunadd dans le Kintyre qui se dresse au-dessus des plaines marécageuses maintenant comblées aux environs de Crinan, Dunstaffnage et enfin Dunollie sur le port naturel d’Oban dans le Morvern. 

### Les premiers rois
L’établissement de Fergus Mór mac Erca peut être daté d’environ 495  et la date de sa mort de l’année 501 ou 503 selon les Annales de Tigernach. La plus grande obscurité recouvre les règnes des premiers rois Scots. Le fils de Fergus Mor, Domangart mac Fergusa, et ses deux petits-fils lui succédèrent sur le Dalriada : Comgall mac Domangairt qui s’installa dans le Cowal avec la place forte de Dunoon et Gabran mac Domangairt qui s’empara du Knapdale et laissa peut-être son nom au Gowrie. 
Les deux fils de Muredach, fils de Loarn mac Eirc, sont à l'origine du Cenél Echadh (ancêtre du Cenél Loáirn Mair) et du Cenél Cathbod. De leur côté les Cinél Baedam ou tribu de Baedam petit-fils de Loarn partis de leur base du Firth of Lorn occupèrent à cette époque le Morvern. Il est curieux de constater que le Duan Albanach crédite Loarn d’un règne de 10 ans précédant celui de Fergus. Il s’agit peut être d’une interpolation postérieure destinée à  conforter les prétentions de son clan au début du VIIIe siècle à la souveraineté sur l’ensemble du Dalriada…
La destinée des descendants d’Óengus Mór, le Cenél nÓenguso, répartis sur les îles d’Islay de Jura et peut-être de Colonsay d’où il constituèrent une puissance navale sur laquelle s’appuya plus tard le Cinél Gabran est restée obscure.
Les Scots finirent par posséder tout le littoral occidental ainsi que les îles jusqu’à Applecross tandis que leurs territoires à l’est atteignaient Drumalban. L’ensemble de cette région fut ensuite appelé « Earra Ghaidheal » ou « Argyll » i.e la « côte des Gaëls ». 
Les premiers rois sont appelés dans les chroniques irlandaises « Ri Alban » ce qui semble démontrer que le territoire des Scots s’était étendu en dehors même des limites du futur comté d’Argyll aux dépens des Pictes du sud qui semblent avoir été repoussés vers l’est dès cette époque.

### Force militaire
Le tableau ci-dessous récapitule la force militaire du Dalriada telle que décrite dans le second recensement du Senchus Fer n-Alban.
| Cinél                                          | Territoires               | Maisons (Foyers) | Hommes d'arme |
| ---------------------------------------------- | ------------------------- | ---------------- | ------------- |
|                                                |                           |                  |               |
| Cenél nÓenguso                                 | Islay, Jura, Colonsay (?) | 430              | 645           |
| Cenél Loáirn                                   | Lorn, Morvern             | 420              | 1.120         |
| Cenél Fergusa (Cinél Gabráin & Cinél Comgaill) | Kintyre, Bute, Aran       | 560              | 1.490         |
| TOTAL                                          |                           | 1.410            | 3.255         |

## Traduction anglaise
- (en) William Forbes Skene Chronicles Of The Picts,Chronicles Of The Scots, And Other Early Memorials Of Scottish History. H.M General Register House Edinburgh (1867) Reprint par Kessinger Publishings's (2007)  (ISBN 1432551051), préface; « 41-Tract on the Scots of Dalriada » p. LXVIII & texte p. 308-317.
- (en) Majorie O. Anderson Kings and Kingship in Early Scotland 3e réédition par John Donald Birlinn Ltd, Edinburgh (2011)  (ISBN 9781906566302), « The Senchus fer nAlban » p. 158-165.